# Мала Севастянівка
Мала́ Севастя́нівка — село в Україні, у Христинівській міській громаді Уманського району Черкаської області. Розташоване за 5 км на південний захід від міста Христинівка. Через село проходить автошлях М30. Населення становить 365 осіб.

## Історія
На території села виявлено залишки поселення трипільської та черняхівської культур.
Невеличке поселення на місці сучасної Малої Севастянівки (південна частина) під назвою Свинарки існувало вже в кінці XVII століття. З 1838 року воно стало військовим поселенням. 1842 року жителів цього села було переселено до Великої Севастянівки. Після ліквідації військових поселень у 1858 році колишні селяни повернулися на свої землі. Вони назвали село спочатку Переселяни, а вже згодом Малою Севастянівкою.
Під час Голодомору 1932—1933 років, тільки за офіційними даними, від голоду померло 75 мешканців села.
На фронтах Другої світової війни воювали 392 мешканця села, з них 172 загинули, 93 удостоєні державних нагород.
Станом на 1972 рік в селі працювали восьмирічна школа, клуб, бібліотека з фондом 10,1 тисяч книг, фельдшерсько-акушерський пункт, пологовий будинок, дитячі ясла, комбінат побутового обслуговування, автоматична телефонна станція, їдальня. Населення становило 446 чоловік. В селі була розміщена центральна садиба колгоспу «Україна», за яким було закріплено 2424 га сільськогосподарських угідь, у тому числі 2262 га орної землі. Господарство мало зерново-тваринницький напрямок.

## Населення

### Мова
Розподіл населення за рідною мовою за даними перепису 2001 року:
| Мова       | Відсоток |
| ---------- | -------- |
| українська | 98,63%   |
| російська  | 1,37%    |

## Пам'ятки
- Церква Покрови Пресвятої Богородиці (кін. XIX ст., на місці стародавнього храму, зведеного в 1770 році)[3][4][5]

## Відомі люди
- Уманець Дмитро Іларіонович (1948) — український військовий діяч. Генерал-лейтенант. Кандидат військових наук. Головний інспектор військ ППО Головної інспекції МО України.

## Галерея

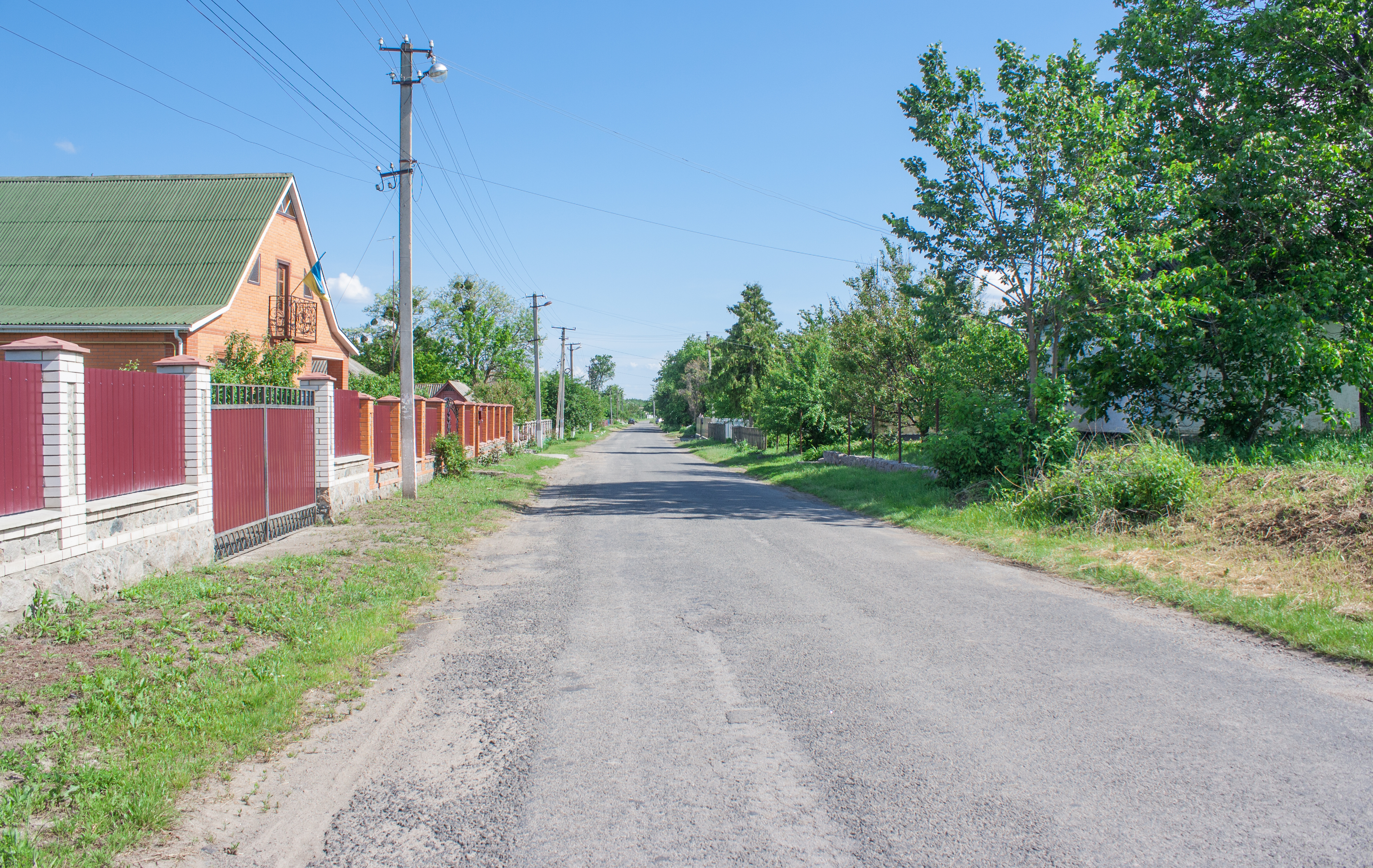
Вулиця Українська
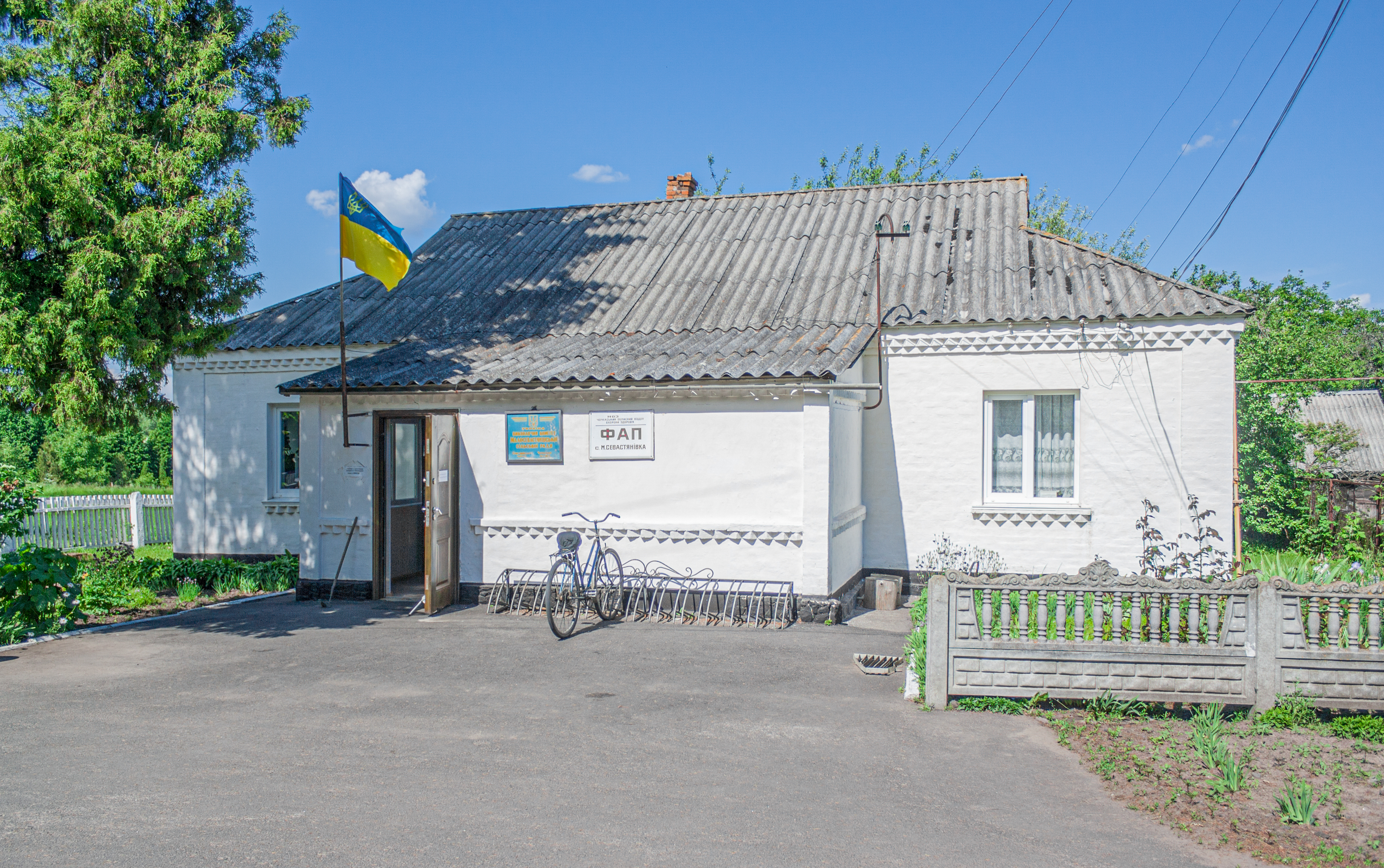
Сільська рада і ФАП
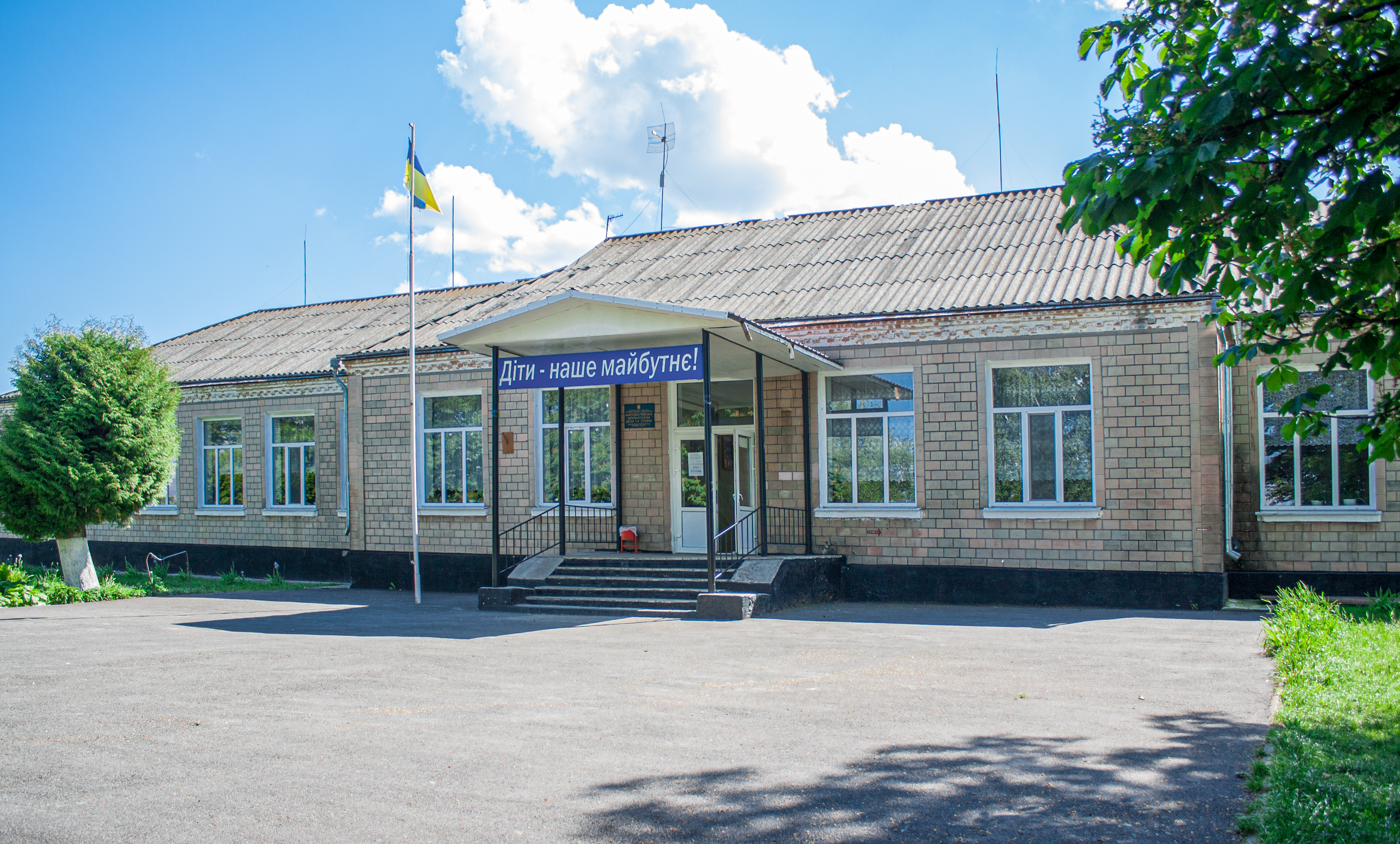
Школа
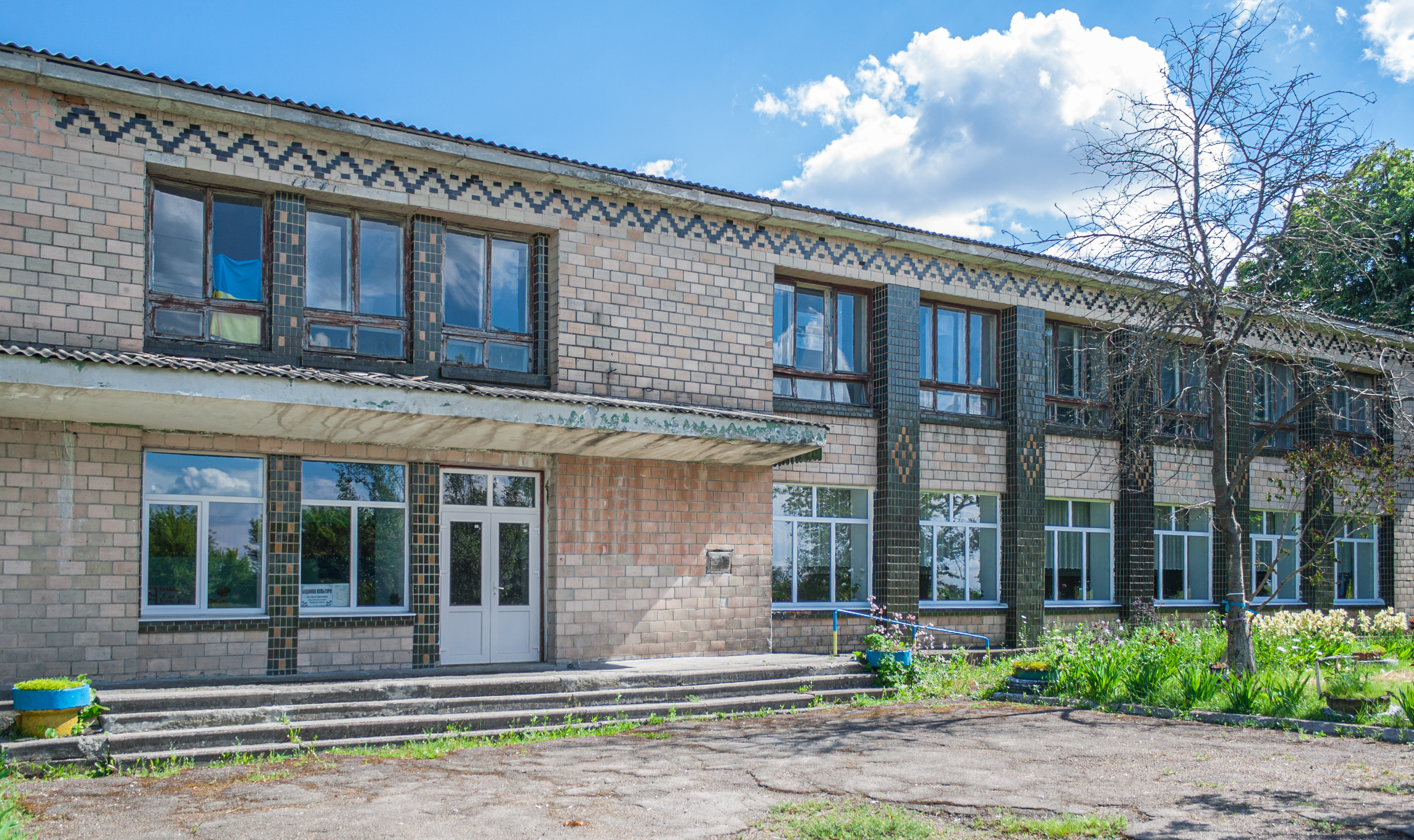
Будинок культури
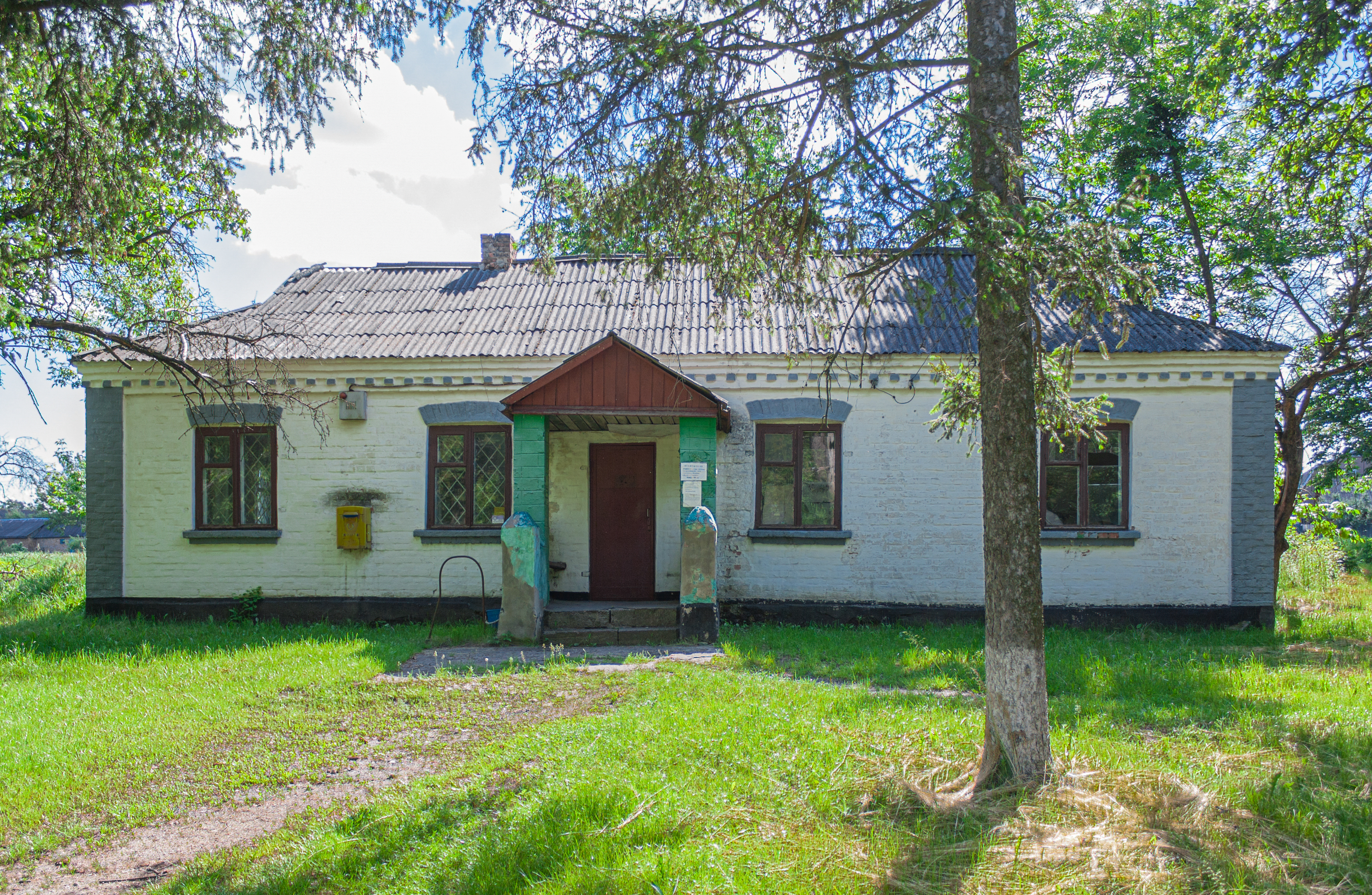
Пошта
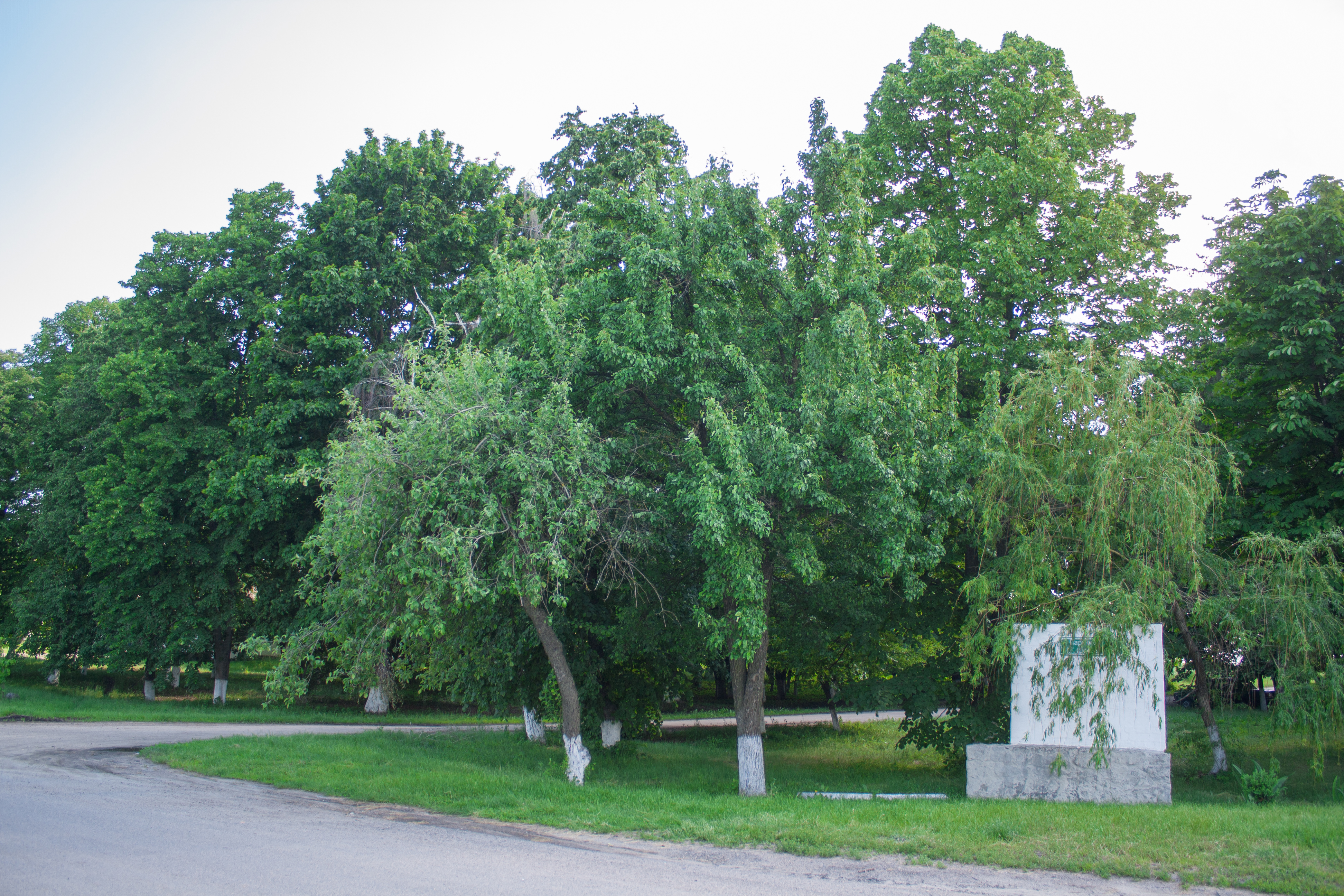
Парк ім. Т. Шевченка
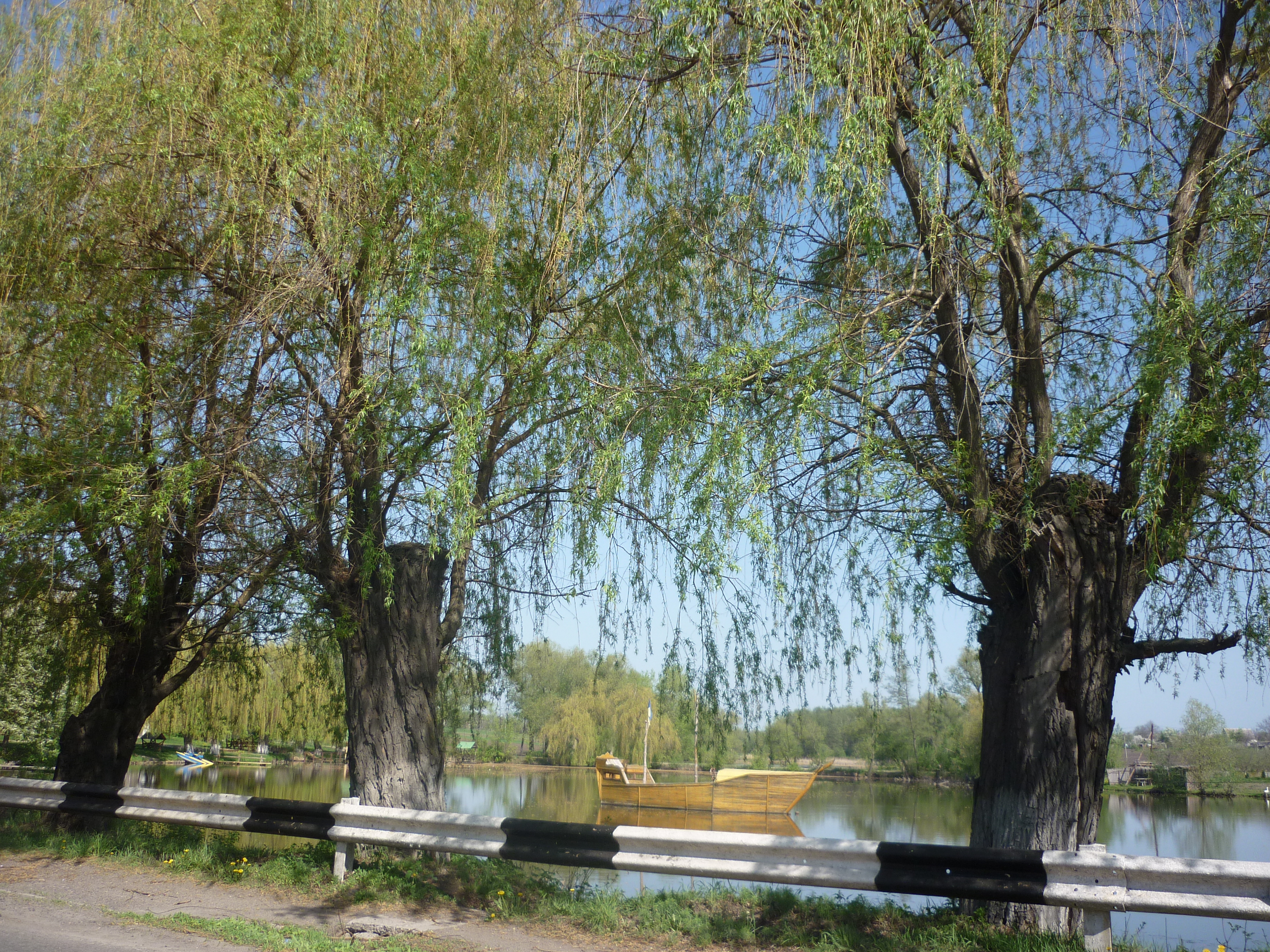
Ставок
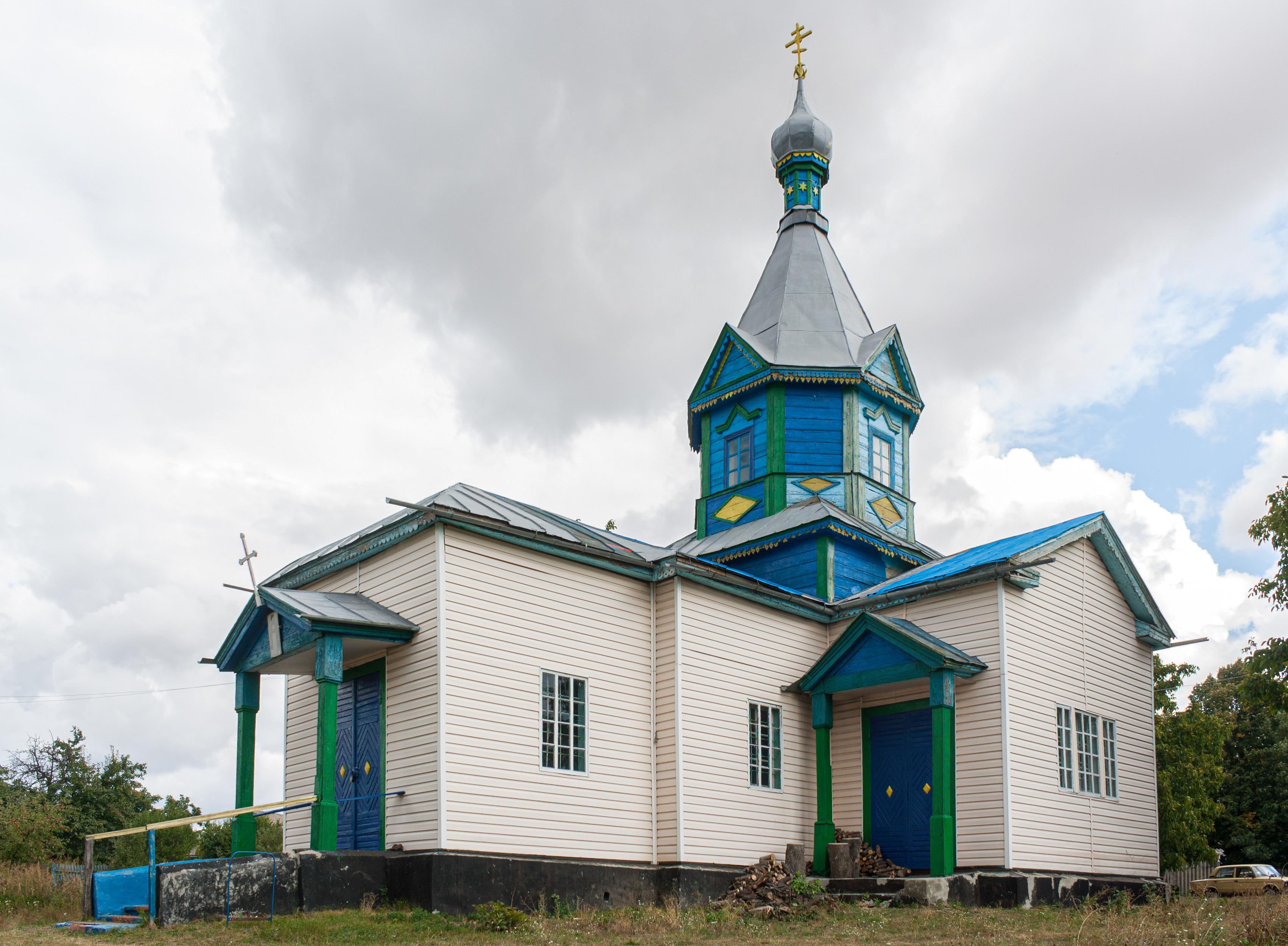
Церква Покрови Богородиці (кін. XIX ст.)
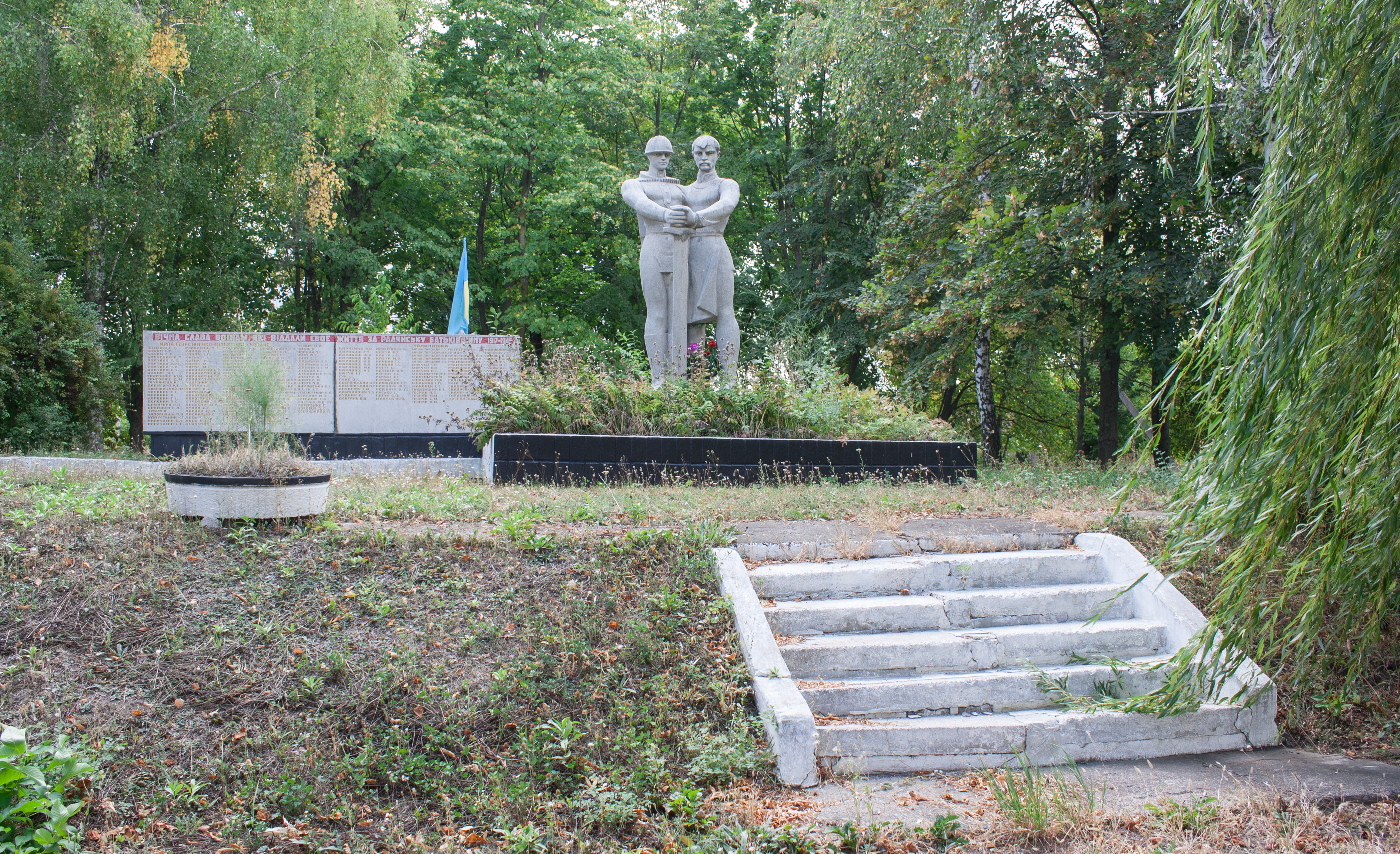
Пам'ятник воїнам-односельцям
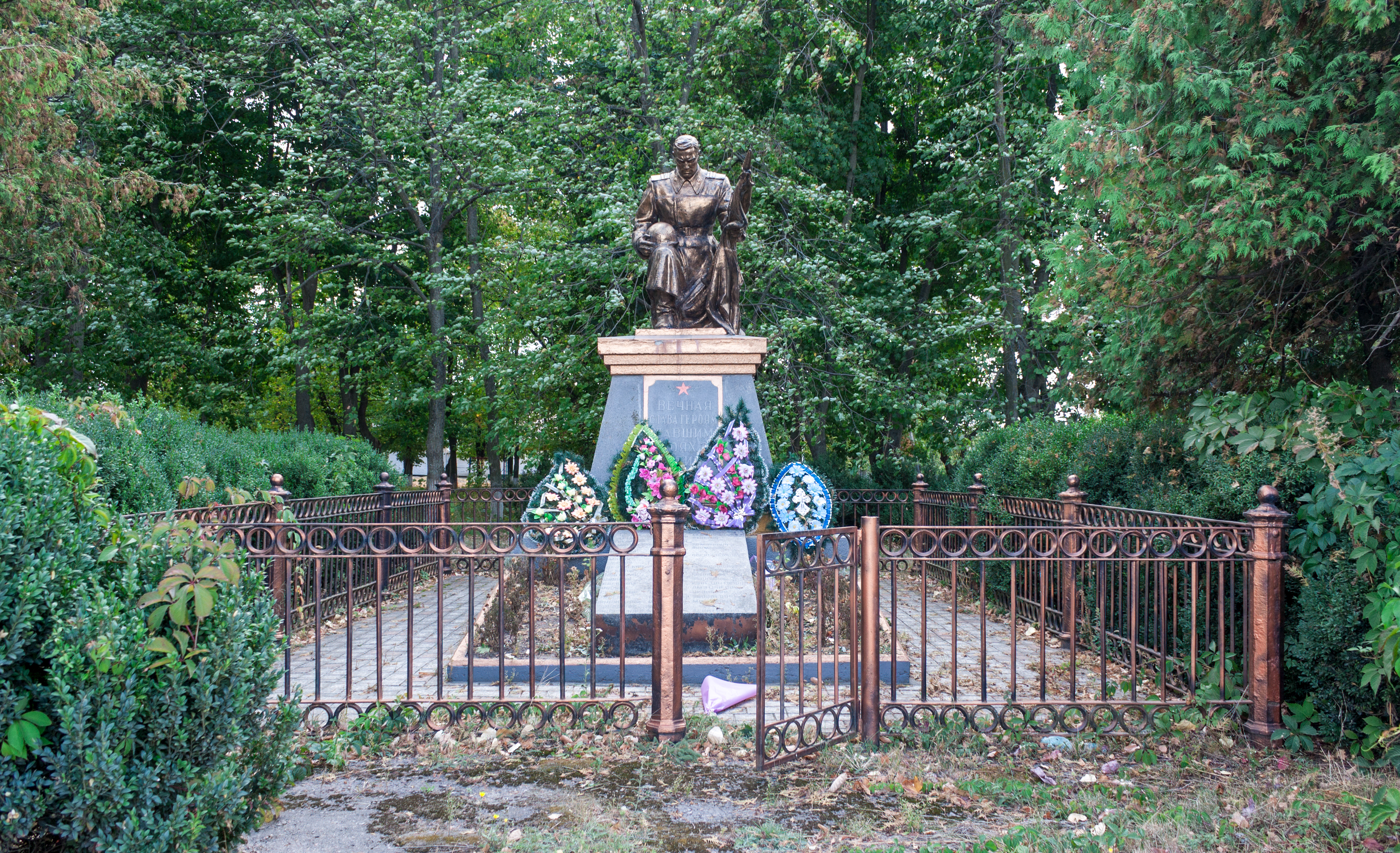
Братська могила радянських воїнів